# Euphyia effusa
Euphyia effusa är en fjärilsart som beskrevs av Mull 1930. Euphyia effusa ingår i släktet Euphyia och familjen mätare. Inga underarter finns listade i Catalogue of Life.